# 德本英一郎
徳本 英一郎（日语：とくもと えいいちろう，1981年10月1日—）是日本的声優。廣島縣出身。NEVERLAND ARTS所屬。
先前的事務所為トリトリオフィス。

## 出演作品

### 電視動畫
2010年
- 爆丸2大爆破（威剛戰士）
- Angel Beats!（松下）

2011年
- 笨蛋、測驗、召喚獸2（布施老師、司儀、學生）
- 銀魂'（忍者、地痞C、宅男B、惡魔A）

2012年
- 刀劍神域（「軍隊」的士兵）
- 心連·情結（青木父親、男學生、男、伊藤、不良）
- 來自新世界

2013年
- 宇宙兄弟（新田和也、主持人、亞歷山大·尼可拉斯·菲利波斯·梅迪納卡洛斯）
- 黑色嘉年華（燭的部下）
- 惡魔倖存者2（研究員A、隊員、研究員、濕婆）
- BLOOD LAD 血意少年（冬實父）
- 銀魂' 延長戰（年輕時的六轉舞藏）

2014年
- 櫻Trick（園田家父）
- 人生諮詢電視動畫「人生」（想像的祖父、老師）
- 戲劇性謀殺（羽賀）
- 晨曦公主（賓客、守備兵、店主、風之部族、武器屋、鄉人、盜賊、里人、村人、兵士、トク）

2015年
- 暗殺教室（男B、不良A、車內廣播、開發者）
- 無頭騎士異聞錄 DuRaRaRa!!×2 承（金本、四木的部下）
- 亂步奇譚 拉普拉斯的遊戲（活動家、奴隸A、主播、激進派A、模仿犯、不良少年、奴隸）
- 無頭騎士異聞錄 DuRaRaRa!!×2 轉（男、池袋之聲）
- Charlotte（夜視鏡男）
- Dance with Devils（警官A、教師、黑手黨、驅魔師）
- 全部成為F THE PERFECT INSIDER（無名#10）

2016年
- 春太與千夏～春太與千夏共度青春～（體育教師、濱松交響樂團員B）
- Active Raid－機動強襲室第八課－（男）
- 暗殺教室 第2期（糸成的父親、トシ／不良A）
- 無頭騎士異聞錄 DuRaRaRa!!×2 結（看守、部下）
- 學戰都市Asterisk 第2期（宋然）
- 文豪Stray Dogs（詹姆斯·羅素·羅威爾）
- 魔奇少年 辛巴達的冒險（帕魯提比亞將軍、隊長）
- 91Days（導覽員、男、部下、強尼）
- 槍彈辯駁3 －The End of 希望峰學園－ 未來篇（小隊長）
- 槍彈辯駁3 －The End of 希望峰學園－ 絕望篇（教師）
- 槍彈辯駁3 －The End of 希望峰學園－ 希望篇（小隊長）
- 魔法少女育成計劃（室田昇一）
- 啟航吧！編舟計畫（廣播）

2017年
- 青之驅魔師 京都不淨王篇（驅魔師）
- 櫻花任務（辰爺、柿村）
- Re:CREATORS（官僚）
- 動作女英雄啦啦水果（啦啦水果的迷C）
- 咕嚕咕嚕魔法陣（武器店、盗賊C）
- 奇諾之旅 -the Beautiful World- the Animated Series（住人B、副署長、廚師E）
- 結城友奈是勇者 -鷲尾須美之章-
- 偶像大師 SideM（記者）
- 血界戰線 & BEYOND（加雷特）

2018年
- 皇帝聖印戰記（魔法師、索隆）
- 酒鬼妹子（社員C）
- 霸穹 封神演義（文官）
- 齊木楠雄的災難 第2期（老人A）
- GUNDAM創鬥者 潛網大戰（隆美爾隊隊員）
- 極道超女（後藤）
- 女神異聞錄5 the Animation（公安A、裁判官、排球社員C、西裝男性）
- 後街女孩（導演）
- 隔壁的吸血鬼美眉（吸血鬼父）
- 魔法禁書目錄III（繆塞）

2019年
- Endro～！（老人）
- 幻影天使（校長先生）

2020年
- 富豪刑事 Balance:UNLIMITED（無線電的聲音）

2021年
- 轉生成蜘蛛又怎樣！
- 平穩世代的韋駄天們（蹙徜・梓尤強）

### OVA
2015年
- 黑執事 Book of Murder（格林姆史畢·金）
- 晨曦公主（白龍的鄉人）

2016年
- 無頭騎士異聞錄 DuRaRaRa!!×2 結 外傳！？ 第19.5話 DuFuFuFu!!（小混混）※劇場先行上映

### 動畫电影
2013年
- 銀魂完結篇：永遠的萬事屋

2015年
- 怪物的孩子

2016年
- PERSONA3 THE MOVIE #4 Winter of Rebirth（不良）

2017年
- 虐殺器官

2018年
- 劇場版 七大罪 天空的囚人（天翼人）

### 配音
- CROW4（戰士）

### 廣播劇CD
- Are You Alice?Unbirday
- FLESH & BLOOD VOL.6（操舵手A）

### 廣播劇
- 真夏のジュエリーボックス（大澤）
- ユキオが行く（信雄）

### 舞台
- オペラ ラ・ボエーム（新国立劇場）

## 外部連結
- 公式網頁